# Romuald Knasiecki
Romuald Knasiecki (ur. 30 października 1952 w Poznaniu) – polski żeglarz i bojerowiec, wielokrotny mistrz Polski, mistrz świata w klasie bojerów DN (jako pierwszy Polak), szkutnik, znany budowniczy łodzi klasy Omega.
Członek klubu LKS (od 1999 ŻLKS) Kiekrz, od roku 1976 zawodnik klubu Chemik Bydgoszcz, później innych bydgoskich klubów.